# 普卡拉山 (瓜基)
16°36′49″S 68°45′24″W / 16.61361°S 68.75667°W
普卡拉山（Pukara），是玻利維亞的山峰，位於該國西部拉巴斯省的因加維省，屬於安第斯山脈中奇利亞-基姆薩查塔山脈的一部分，海拔高度4,119米。